# 岩代村
岩代村（いわしろむら）は、和歌山県日高郡にあった村。現在のみなべ町の南西端、紀勢本線・岩代駅の周辺にあたる。

## 地理
- 海洋：太平洋
- 山岳：城山、高田山
- 河川：東岩代川、西岩代川

## 歴史
- 1889年（明治22年）4月1日 - 町村制の施行により、東岩代村・西岩代村の区域をもって発足。
- 1954年（昭和29年）8月1日 - 南部町に編入。同日岩代村廃止。

## 交通

### 鉄道路線
- 日本国有鉄道
  - 紀勢西線（現・紀勢本線）
    - 岩代駅

### 道路
現在は旧村域を阪和自動車道が通過するが、当時は未開通。